# Buddleja americana
El tepozan o teposan (Buddleja americana) es una especie de arbusto perteneciente a la familia de las escrofulariáceas. Es la especie de Buddleja más ampliamente distribuida. Es originaria de América, desde Tamaulipas, México, Centroamérica y la mayoría de las Indias Occidentales hasta Sudamérica, llegando a Venezuela, y tan lejos como las Galápagos, y el sur de Bolivia.

## Descripción
Son plantas que alcanzan un tamaño de 2–5 m de alto; hermafroditas o a veces dioicas o ginodioicas. Hojas lanceoladas, elípticas u ovado-lanceoladas, de 10–15 cm de largo y 5–8 cm de ancho, acuminadas en el ápice, atenuadas en la base, frecuentemente decurrentes, subglabras en la haz, tomentosas en el envés. Inflorescencias de 8–25 cm de largo, las primeras címulas pedunculadas; cáliz 2.5–4 mm de largo; corola infundibuliforme, 4–5 mm de largo, amarilla, internamente con una línea de tricomas en forma semicircular en los lobos; estambres insertos en los senos o apenas por debajo. Cápsulas 3.5–5 mm de largo; semillas aladas.

## Propiedades
Se utiliza en problemas dermatológicos como ronchas, erisipela, granos, heridas e inflamación de la piel. En general, se emplean las hojas en cocción y se aplican fomentos en la zona afectada (Chiapas); o bien, se administra de manera oral en caso de ronchas (estado de Hidalgo). También se le utiliza en trastornos digestivos como dolor de estómago, espasmos, infecciones estomacales, males gástricos y en afecciones como úlcera. Usos registrados en los estados de México, Michoacán, Puebla y Oaxaca.
Historia
En el siglo XVI, Martín de la Cruz la asigna contra la dermatosis y como emetocatártico. Posteriormente, Francisco Hernández de Toledo relata que provoca la orina, mitiga la fiebre, quita las inflamaciones de los ojos y actúa como lubricante del conducto urinario.[cita requerida]
A finales del siglo XVIII, Vicente Cervantes repite la información proporcionada por Hernández y agrega: "disipan los tumores preternaturales, dilatándolos y manifestándolos, surtiendo igualmente buenos efectos en todo género de llagas y en las quemaduras".[cita requerida]
En el siglo XX, Alfonso Herrera Fernández relata: "la empleaban los antiguos mexicanos como vulneraria y diurética. En la actualidad el vulgo la recomienda como diurética, principalmente en los casos de hidropesía. Además, determina vómitos y evacuaciones albinas, se observan fenómenos hipnóticos muy marcados, produce efectos analgésicos". Maximino Martínez señala los usos siguientes: contra abscesos, cirrosis, como antiséptico, antitérmico, antitumoral, astringente, diurético, eupéptico, hematemesis, llagas, parálisis de los músculos respiratorios y pasmo.

## Taxonomía
Buddleja americana fue descrita por Carlos Linneo y publicado en Species Plantarum 1: 112. 1753.
Etimología
Buddleja: nombre genérico otorgado en honor de Adam Buddle, botánico y rector en Essex, Inglaterra.
americana: epíteto geográfico que alude a su localización en América.
Sinonimia
- Buddleja callicarpoides Kunth
- Buddleja cana Willd.
- Buddleja dentata Kunth
- Buddleja floribunda Kunth
- Buddleja occidentalis L.
- Buddleja spicata Ruíz & Pav.
- Buddleja verbascifolia Kunth
- Buddleja americana var. albiflora M.Gómez
- Buddleja americana var. rothschulii Loes. [4][5]

## Nombres comunes
- Hierba del mosco, hierba del pasmo, tabaco silvestre, teposan, tepuz, tepuza, topozán, zompantle;
- Cayolizán, hoja de queso, tepozán, topozán.[6]